# Miquel Bellido Ribés
Miquel Bellido Ribés (Castelló de la Plana, 20 d'octubre de 1922 - 2 de març del 2000) fou un metge i polític valencià, senador en la V Legislatura
Va nàixer a Castelló de la Plana, fill del també metge Juan Bautista Bellido i cunyat del farmacèutic Manuel Calduch pel matrimoni amb la seva germana María Teresa Bellido. Estudià medicina a la Universitat de València i s'especialitzà com a anestesista a la Universitat de Barcelona. Ha estat cap clínic d'Anestesiologia i Reanimació de l'Hospital General de Castelló (1967-1992).
Com a militant del PSPV-PSOE, fou primer tinent d'alcalde del Castelló democràtic i regidor de cultura en el període 1979-1987. Posteriorment, va ser senador per Castelló a les eleccions de 1993. També ha estat president de l'Ateneu de Castelló.